# Wirtschaftsmittelschule Baselland
Die Wirtschaftsmittelschule (WMS) kvBL ist eine kaufmännische Berufsmaturitätsschule in den Gemeinden Reinach und Liestal im schweizerischen Kanton Basel-Landschaft. Sie gehört zu den Schulen kvBL.

## Geschichte
Historisch erwuchs die WMS aus der Handelsmittelschule (HMS), welche 1972 an der Weiermattstrasse 11 in Reinach eröffnet wurde. 1998 wurden die Handelsmittelschulen auf nationaler Ebene in Wirtschaftsmittelschulen umbenannt.

## Ausbildung, Abschluss und Anschlussmöglichkeiten
Die Ausbildung auf der Sekundarstufe II schliesst an die obligatorische Schulzeit an. Sie dauert vier Jahre und führt zu anerkannten Abschlüssen. Die Absolventen der WMS erlangen das Eidgenössische Fähigkeitszeugnis (EFZ) als Kauffrau/Kaufmann E-Profil und den Berufsmaturitätsausweis (BM).
Die Ausbildung besteht aus drei Jahren Vollzeitschule und einem Jahr in beruflicher Praxis. Mit diesem Ausbildungsweg nimmt die WMS innerhalb des schweizerischen Bildungssystems gleichzeitig die Rollen als Berufsschule, Institution für Bildung in beruflicher Praxis und Berufsmaturitätsschule ein. Neben einer breiten Allgemeinbildung sind der Erwerb von sozialen Kompetenzen, Persönlichkeitsentwicklung und die Förderung von Teamfähigkeit wichtige Bestandteile der Ausbildung.
Die Abschlüsse der WMS kvBL ermöglichen den direkten Einstieg in einen kaufmännischen Beruf. Gleichzeitig eröffnen sie den in der Regel prüfungsfreien Zugang zu den Fachhochschulen. Darüber hinaus ermöglichen sie den Besuch der einjährigen «Passerelle». Damit bietet sich Absolventen der WMS der Zugang zu allen Studiengängen an Universitäten und der Eidgenössischen Technischen Hochschule.

## Stundentafel
An der WMS werden Wirtschafts-, Sprach- und allgemeinbildende Fächer unterrichtet.
| Fachgruppe                         | Fach | Wochenlektionen |
| ---------------------------------- | --- | --------------- |
| Sprachen                           | Deutsch | 4               |
| Sprachen                           | Französisch                                                                                                | 4               |
| Sprachen                           | Englisch                                                                                                   | 4               |
| Wirtschaft                         | Wirtschaft und Recht                                                                                       | 3               |
| Wirtschaft                         | Finanz- und Rechnungswesen                                                                                 | 3               |
| Naturwissenschaften und Mathematik | Technik und Umwelt                                                                                         | 2               |
| Naturwissenschaften und Mathematik | Mathematik                                                                                                 | 2               |
| Gesellschaft und Kultur            | Geschichte / Politik                                                                                       | 2               |
| Informatik und Bürokommunikation   | Information/Kommunikation/Technologie (SIZ)                                                                | 3               |
| Bildung in betrieblicher Praxis    | Integrierte Praxisteile in Modulen vermittelt                                                              |                 |
| Überfachliche Kompetenzen          | Einführung und Anwendung von Lern- und Arbeitstechniken                                                    | 0.5             |
| Sport                              | (inkl. Angebote in Fussball, Unihockey, Basketball, Rückschlagspiele, Volleyball oder Fitness/Bodyforming) | 3               |

Die Wochenlektionen wurden zur Übersicht vereinfacht dargestellt. Die konkreten Semesterstundenpläne können davon abweichen.

## Aufnahmebedingungen
Die Aufnahmebedingungen der WMS für Schüler aus der Sekundarschule Leistungszug E des Kantons Basel-Landschaft sind folgende:
Zeugnis 1. oder 2. Semester der 3. Klasse:
- Notendurchschnitt von mind. 4.50 in den promotionsrelevanten Fächern.
- Punktesumme von mind. 36 aus den Fächern:
  - Englisch und Französisch (einfach zählend)
  - Deutsch und Mathematik (doppelt zählend)
  - Biologie und Physik (einfach zählend)
- Das «Online-Self-Assessment» des Kantons Basel-Landschaft

Alle drei Bedingungen müssen erfüllt sein. Die Aufnahme erfolgt in jedem Fall definitiv.
Die Aufnahmebedingungen der WMS für Schüler aus der Sekundarschule Leistungszug P des Kantons Basel-Landschaft sind folgende:
- Zeugnis 1. oder 2. Semester der 3. Klasse, Niveau P, Sekundarschule Baselland
- Notendurchschnitt von mind. 4.00 in den promotionsrelevanten Fächern.
- Punktesumme von mind. 32 aus den Fächern:
  - Englisch und Französisch (einfach zählend)
  - Deutsch und Mathematik (doppelt zählend)
  - Biologie und Physik (einfach zählend)
- Das «Online-Self-Assessment» des Kantons Basel-Landschaft

Alle drei Bedingungen müssen erfüllt sein. Die Aufnahme erfolgt in jedem Fall definitiv.

## Schwerpunktfächer
Für das zweite und das dritte Schuljahr an der WMS wählen alle Schüler obligatorisch zwei Schwerpunktfächer. Es kann zusätzlich ein Freifach gewählt werden. Damit erhält die schulische Laufbahn an der WMS eine individuelle Ausrichtung.
Folgende Schwerpunkt-/Freifächer werden angeboten:
- Unternehmen-Wirtschaft-Informatik (UWI)
- WEB-Projekt (WEB)
- Eventmanagement (EMA)
- Wirtschaft-Kultur-Gesellschaft (WKG)
- Kommunikation und  Medien (KOM)
- Life-Science (LSC)
- Mathe-Plus (MTP)
- Spanisch (SPA)
- Italienisch (ITA)

## Bilinguales Profil
An der WMS gibt es neben dem normalen Lehrgang zwei zusätzliche Profile: das bilinguale Profil und das WMS Sportprofil. Im bilingualen Profil werden verschiedene Fächern zur Hälfte auf Englisch unterrichtet (Geschichte, Mathematik, Wirtschaft & Recht und Sport). Die Sprachfächer hingegen werden in der Unterrichtssprache unterrichtet (Deutsch, Französisch und Englisch). Das bilinguale Profil dient zur Verbesserung der Englischkenntnisse und der Berufschancen. Die bilinguale Berufsmaturität wird am Ende der Ausbildung ausgewiesen und dient auch als gute Vorbereitung auf Hochschulstudiengänge.

## Sportklasse
Die Wirtschaftsmittelschule Reinach ist eine Swiss Olympic Partner School. In den WMS-Sportklassen können Nachwuchsleistungssportler die Ausbildung und den Sport verbinden. Mit dem Rasterstundenplan ist garantiert, dass neben der Schule genügend Zeit für den Sport zur Verfügung steht. Der Unterricht in der WMS Sportklasse ist auf 25 Lektionen pro Woche begrenzt. Die Ausbildung dauert deshalb 5 Jahre. Über eine Aufnahme in der Sportklasse entscheidet die Leistungssportförderung Baselland. Die schulischen Aufnahmekriterien sind dieselben wie für die Regelklassen.

## Diplome

### Informatikdiplome
Während der Ausbildung werden verschiedene Diplome des Schweizerischen Informatik Zertifikats (SIZ) erlangt. Es wird an der WMS in vier Prüfungen unterteilt: Text (Word), Präsentation (Powerpoint), Tabellen (Excel) und Bürokommunikation (Outlook).
Bei Bestehen erlangen die Schüler den Abschluss ICT Advaced-User SIZ (kaufmännisch). Wenn man das Schwerpunktfach Web-Design wählt, schliesst man zusätzlich das ICT Power-User SIZ (Web) ab. Ein Teil der Kosten wird von der Schule übernommen.

### Sprachdiplome
An der WMS erlangen die Schüler verschiedene Sprachdiplome. Im zweiten Jahr wird in Französisch das DELF B1 absolviert. Leistungsstarke Schülerinnen und Schüler können darüber hinaus das DELF B2 ablegen. Im dritten Jahr wird das Englisch-Diplom FCE, B2 abgelegt. Auch in Englisch kann fakultativ das höhere CAE erworben werden. Im Schwerpunktfach Italienisch werden die Diplome CELI A2 bis C2 abgelegt und im Schwerpunktfach Spanisch DELE A2. Einen Teil der Kosten für die Sprachdiplome übernimmt auch hier die Schule.

## Sprachaufenthalte, Sozialeinsatz, Kulturreise
Die Wirtschaftsmittelschule bietet freiwillige Sprachreisen für Französisch und Englisch an. Im zweiten Schuljahr einen zweiwöchigen Aufenthalt in Nizza, im dritten Schuljahr einen zweiwöchigen Aufenthalt in Cambridge. Die Schüler besuchen eine Sprachschule und werden in Gastfamilien untergebracht. Neben Schulreisen und Sporttagen findet im ersten Schuljahr ein einwöchiger Sozialeinsatz statt, Im zweiten Schuljahr ist eine einwöchige Kulturreise in Länder vorgesehen, in denen die jeweils unterrichtete Sprache gesprochen wird.

## Praktikum
Das vierte Ausbildungsjahr an der WMS besteht aus einem kaufmännischen Praktikum in einem Betrieb. Die Schüler absolvieren ihre Praktika in den vier Branchen Bank (ca. 12 %), Spedition (ca. 5 %), öffentliche Verwaltung (ca. 8 %) und Dienstleistung und Administration (ca. 75 %). Das Ziel ist der Bezug zur beruflichen Praxis. Schon die schulische Ausbildung bereitet mit Gruppen- und Projektarbeiten auf das Praktikumsjahr vor. Die Dauer des Praktikums beträgt 12 Monate. «Praktikumplus» ist die Stellenplattform der Handelskammer beider Basel, wo alle verfügbaren Praktikumsstellen aufgeschaltet sind. Es gibt eine grosse Auswahl von unterschiedlichen Praktika, die man im 4. Jahr der WMS machen kann. Die Betriebe arbeiten eng zusammen mit der Schule und der Handelskammer beider Basel.